# Crotalaria arushae
Crotalaria arushae är en ärtväxtart som beskrevs av Roger Marcus Polhill. Crotalaria arushae ingår i släktet sunnhampor, och familjen ärtväxter. Inga underarter finns listade i Catalogue of Life.